# Водва
Водва — река в Кардымовском районе Смоленской области России, правый приток Днепра. Длина — 9,5 км. Площадь водосборного бассейна — 17 км².
Исток реки находится в 1 км к юго-западу от деревни Мамоново. Впадает в Днепр в 2,5 км к юго-востоку от д. Пнёво. Крупных притоков не имеет.
Протекает по территории Соловьёвского сельского поселения.
На берегах Водвы расположены 3 деревни: Мамоново, Еськово, Пнёво.
Река пересекает Старую смоленскую дорогу.